# Джузепе Реко
Джузепе Реко (на италиански: Giuseppe Recco; 12 юни 1634, Неапол – 29 май 1695, Аликанте) е италиански художник от Неаполитанската школа по живопис.

## Биография
Джузепе Реко е роден в Неапол, като произхожда от семейство на художници. Баща му Джакомо Реко и чичо му Джован Батиста Реко са неговите първи учители. Ученик е в школата на Паоло Порпора, бивш ученик на баща му, при когото се оформя като художник на натюрморти.
Художникът получава заповед от крал Филип IV да се премести в Испания, където рисува голяма част от картините си. Децата му Николо и Елена продължават занаята на художници, предаван по наследство в сем. Реко.
Неговият стил често се сравнява с този на друг неаполитански майстор на натюрморт Джован Батиста Руополо, също ученик на Паоло Порпора.
Джузепе Реко умира на 29 май 1695 г. в Испания на 60-годишна възраст.

## Картини
- „Натюрморт с риба“
Лувър, Париж, Франция
- „Натюрморт стъклени съдове и цветя“
Национален музей
 Варшава, Полша
- „Натюрморт с риба“
Музеят на изкуството
 Лодз, Полша
- „Риба в съдове“
Национална галерия на Словения
Любляна, Словения
- „Натюрморт с маски, книги и музикални инструменти“
Музей „Бойманс-ван Бюнинген“
Ротердам, Нидерландия
- „Натюрморт кухня и глава на козел“
 Музей Каподимонте, 
Неапол, Италия
- „Натюрморт с риби“
Музей Каподимонте, 
Неапол, Италия
- „Натюрморт с риба и мекотели“
Търговска банка
Неапол, Италия
- „Мъртви игри“
Частна колекция
- „Цветя“
Частна колекция
- „Натюрморт с Петте чувства“
Частна колекция